# Будинки на перехресті
«Будинки на перехресті» («Evləri köndələn yar») — радянський телефільм 1982 року, знятий режисерами Рамізом Гасаногли і Таріелем Валієвим на кіностудії «Азербайджанфільм».

## Сюжет
У закоханих свати переплутали все на світі і в результаті відбувається плутанина.

## У ролях
- Фірангіз Муталлімова — головна роль
- Хікран Назірова — головна роль
- Фахраддін Манафов — головна роль
- Тельман Адигьозалов — головна роль
- Аліага Агаєв — головна роль
- Сіявуш Аслан — роль другого плану
- Самандар Рзаєв — роль другого плану
- Яшар Нурі — роль другого плану
- Ільхам Ахмедов — роль другого плану
- Кюбрабеїм Алієва — роль другого плану
- Офелія Аслан — роль другого плану
- Гюльшан Курбанова — роль другого плану
- Назіра Салманова — роль другого плану
- Афак Башир кизи — роль другого плану
- Азізага Касімов — роль другого плану
- Гамлет Курбанов — роль другого плану
- Атабаба Сафаров — роль другого плану
- Ксанлар Мурадов — роль другого плану
- Аріф Кулієв — роль другого плану
- Алескер Мамедоглу — роль другого плану
- Ельхан Агагусейнов — роль другого плану
- Мірза Агабейлі — роль другого плану

## Знімальна група
- Режисери — Раміз Гасаногли, Таріель Валієв
- Оператор — Ельдор Мамедов
- Художник — Рафаель Асадов